# Julius Frank (Jurist)

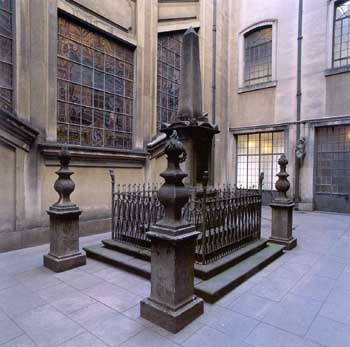
Grab von Julius Frank in einem der Innenhöfe der Juristischen Fakultät der Universität von São Paulo

Johann Julius Gottfried Ludwig Frank oder Julius Frank (* 8. Dezember 1808 in Gotha; † 19. Juni 1841 in São Paulo) war ein deutscher Dozent an der Juristischen Fakultät der Universität von São Paulo.

## Werdegang
Seine Herkunft ist unklar. In biographischen Darstellungen aus dem 19. Jahrhundert ist mehrfach die Rede davon, dass er aus einer mediatisierten hochadeligen Familie stammte. In moderneren Darstellungen ist dagegen die Rede davon, dass er jüdischer Herkunft war. Wiederum andere sprechen davon, dass er Sohn eines Buchbindermeisters gewesen sei.
Er selbst war demokratisch gesinnt. Er trat während des Studiums in Göttingen einer damals oppositionellen Burschenschaft bei und musste nach dem gescheiterten Sturm auf die Frankfurter Hauptwache ins Ausland fliehen.
In Brasilien lebte er nun unter dem Namen Julius Frank zunächst als Handlungsgehilfe. Er fiel einem wohlhabenden Brasilianer auf, der ihm ermöglichte wieder eine akademische Laufbahn einzuschlagen. Frank unterrichtete in São Paulo Geschichte und Philosophie. Er lehrte dabei vor allem Kant und Fichte. Er bemühte sich auch um die Einführung des Burschenschaftswesens in Brasilien. Genau genommen hat er mit einigen Studenten die erste brasilianische Burschenschaft (Portugiesisch: Bucha) gegründet. Noch in der Kaiserzeit hatte die Bucha eine große Bedeutung für die Errichtung des Republikanischen Liberalismus in Brasilien. Am Anfang der brasilianische Republik waren tatsächlich mehrere Mitglieder der Bucha Bundespräsidenten.
Er ist an einer Lungenentzündung (Pneumonie) gestorben. Als Protestant konnte er nicht auf einem katholischen Friedhof beigesetzt werden. Sein Grab befindet sich daher auf einem der Höfe des Hochschulgebäudes der juridischen Fakultät und wurde nach seinem Tod noch lange von Studenten mit Blumen geschmückt.